# Bunkichi Sawada
Pour les articles homonymes, voir Sawada.
Bunkichi Sawada (沢田 文吉, Sawada Bunkichi) (né le 18 juillet 1920 à Gifu, mort le 12 mai 2006 dans la même ville) est un athlète japonais spécialiste du saut à la perche. Il mesurait 1,75 m pour 65 kg.

## Biographie
Il est le porte-drapeau de la délégation japonaise aux Jeux olympiques d'Helsinki. 

### Palmarès
| Date | Compétition           | Lieu      | Résultat | Épreuve   | Performance |
| ---- | --------------------- | --------- | -------- | --------- | ----------- |
| 1951 | Jeux asiatiques       | New Delhi | 1er      | Perche    | 4,11 m      |
| 1951 | Jeux asiatiques       | New Delhi | 2e       | Décathlon | 5 860 pts   |
| 1952 | Jeux olympiques d'été | Helsinki  | 6e       | Perche    | 4,20 m      |
| 1954 | Jeux asiatiques       | Manille   | 1er      | Perche    | 4,06 m      |

### Records
| Épreuve          | Performance | Lieu | Date |
| ---------------- | ----------- | ---- | ---- |
| Saut à la perche | 4,30 m      |      | 1942 |